# Maria Teresa d'Amat i Lentisclà
Maria Teresa d'Amat i Lentisclà   ( - 1769), fou un noble catalana, baronessa de Sant Miquel de Castellar, títol que va del seu germà Fèlix (†1749).
A més del Castell de Castellar, tenia dues cases al carrer de Montcada de Barcelona, on vivia (vegeu ), i la torre d'Alella que havia comprat el seu pare. No es va casar mai i fer testament a l'any 1767 a on nomena hereu seu, al segon fill del seu cosí Josep d'Amat i de Rocabertí. Morí l'octubre de 1769.